# Yann Huguet
Yann Huguet (Lesparre-Médoc, 2 maggio 1984) è un ex ciclista su strada francese, professionista dal 2007 al 2013 e vincitore dello Hel van het Mergelland 2010.

## Carriera
Huguet tra i dilettanti vinse una tappa al Giro della Valle d'Aosta nel 2005, una tappa al Giro delle Regioni e una tappa alla Vuelta a Navarra nel 2006. Passò professionista nel 2007 con la formazione francese Cofidis, in cui rimase due stagioni senza tuttavia cogliere successi; nel 2008 partecipò comunque al Giro d'Italia e alla Liegi-Bastogne-Liegi.
Passato alla Agritubel nel 2009, si aggiudicò una tappa e la classifica generale del Rhône-Alpes Isère Tour e il Tour du Doubs. Al termine della stagione la squadra francese fu dismessa e Huguet passò nel team olandese Skil-Shimano. Nel 2010 vinse la Hel van het Mergelland.
Al termine della stagione 2013 annuncia il ritiro dall'attività agonistica.

## Palmarès
- 2005

2ª tappa Giro della Valle d'Aosta (Mieussy > Châtel)
- 2006

4ª tappa Giro delle Regioni (Castelfranco di Sopra > Barberino di Mugello)
5ª tappa Vuelta a Navarra (Santesteban > Huarte)
Classique Sauveterre - Pyrénées Atlantiques
- 2009

2ª tappa Rhône-Alpes Isère Tour (Charvieu-Chavagneux > Toussieu)
Classifica generale Rhône-Alpes Isère Tour
Tour du Doubs
- 2010

Hel van het Mergelland

## Piazzamenti

### Grandi Giri
- Giro d'Italia

2008: 135º

### Classiche monumento
- Liegi-Bastogne-Liegi

2008: 129º
2013: ritirato
- Giro di Lombardia

2012: ritirato